# Harku (otok)
Harku (perz. خارکو) je otok smješten u Perzijskom zaljevu odnosno iranskoj Bušeherskoj pokrajini. Otok je izrazito izdužen i proteže se duljinom od 6 km u smjeru sjeveroistok-jugozapad, prosječne je širine oko 600 m, a površina mu iznosi približno 4,2 km². Položen je 3,5 km sjeverno od susjednog otoka Harka, dok je od kopna udaljen oko 30 km. Nije naseljen, iako na sjevernom dijelu postoji više vojnih objekata. Harku obiluje florom i faunom zbog čega se je većim dijelom ekološka zaštićena zona.

## Poveznice
- Hark
- Perzijski zaljev
- Popis iranskih otoka

## Vanjske poveznice
|  | Zajednički poslužitelj ima još gradiva o temi Harku (otok) |

- (perz.) Iran's Department of Environment  Arhivirana inačica izvorne stranice od 8. travnja 2014. (Wayback Machine)